# عالم السحرة

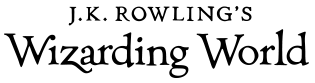
عالم السحرة

العالم السحري -المعروف سابقًا باسم: عالم السحرة الخاص بجي كي رولينغ- هو علامة تجارية وعالم خيالي مشترك مُهتَم بسلسلة أفلام هاري بوتر، والمستوحاة من سلسلة روايات هاري بوتر المكتوبة بقلم جي كي رولينغ.
أٌنتِجتْ هذه الأفلام منذ عام 2000، و منذ ذلك الوقت و حتى اليوم أُنتجت عشرة أفلام، ثمانية من هذه الأفلام مقتبسة عن روايات هاري بوتر و اثنين من هذه الأفلام تندرج تحت سلسلة وحوش مذهلة[بحاجة لمصدر]، إضافةً إلى المزيد من الأفلام المقرر عرضها في السنوات القادمة.
تعود ملكية الأفلام وتوزيعها إلى شركة وارنر برذرز، إضافةً إلى ثلاثة أفلام أخرى في مراحل مختلفة من الإنتاج. حققت السلسلة مجتمعة أكثر من 9.2 مليار دولار في شباك التذاكر العالمي، ما يجعلها ثالث أعلى إنتاج سينمائي تحقيقًا للإيرادات في التاريخ، بعد عالم مارفل السينمائي وحرب النجوم. أنتج ديفيد هيمان وشركته هاي داي جميع أفلام عالم السحرة، حيث عمل كل من: كريس كولومبوس ومارك رادكليف منتجين لهاري بوتر وسجين أزكابان، وبدأ دايفيد بارون في إنتاج الأفلام بدءًا بهاري بوتر وجماعة العنقاء عام 2007 وانتهى بهاري بوتر ومقدسات الموت- الجزء الثاني عام 2011، في حين شاركت رولينغ بإنتاج الفيلمين الأخيرين من سلسلة هاري بوتر. أنتج كل من هايمان، ورولينغ، و ستيفن كلوفس و ليونال ويغرام كلا الفيلمين في سلسلة وحوش مذهلة، وكُتبت الأفلام و إخرِجتْ بواسطة العديد من الكُتاب والمخرجين وتتميز بنخبة من الممثلين. تضمن هذا العمل مشاركة العديد من الممثلين، ومن ضمنهم: دانيال رادكليف، روبرت جرينت، إيما واتسون، توم فيلتون، مايكل جامبون، رالف فينيس، آلان ريكمان، ماجي سميث، هيلينا بونهام كارتر، غاري أولدمان، إيدي ريدماين، كاثرين واترستون، أليسون سودول، دان فوغلر وجوني ديب. إضافةً إلى كل ما سبق، صدرت ألبومات الموسيقى التصويرية الخاصة بكل فيلم. تتضمن العلامة التجارية أيضًا إنتاجًا مسرحيًا، إنتاجات رقمية عديدة من التطبيقات والمواقع الإلكترونية، علامة تجارية خاصة بألعاب الفيديو، ومواقع حية لعالم السحرة لاستقطاب السياح في العديد من مدن الملاهي والمنتجعات حول العالم.
كان هاري بوتر وحجر الفيلسوف 2001 الفيلم الأول في سلسلة عالم السحرة، تلاه سبعة أفلام من سلسلة هاري بوتر، ابتداءًا من هاري بوتر و حجرة الأسرار سنة 2002، وانتهاءًا بهاري بوتر ومقدسات الموت-الجزء الثاني عام 2011، بعد ما يقارب عشرة أعوام من إطلاق الفيلم الأول. أما فيلم وحوش مذهلة وأين تجدها، فهو الفيلم الأول في سلسلة وحوش مذهلة -التي تسبق أحداثها الخيالية أحداث السلسلة الأولى- و قد أُصدر الجزء الثاني من سلسلة وحوش مذهلة تحت عنوان: الوحوش المذهلة: جرائم جريندلوالد في نوفمبر 2018، لا تزال هناك ثلاثة أفلام إضافية لهذه السلسلة في مراحل مختلفة من الإنتاج، ومن المقرر إطلاق فيلم ثالث في يوليو 2022. من الجدير بالذكر أن شركة وارنر برذرز تبحث الآن عن كادر جديد لإنتاج سلسلة جديدة تدور أحداثها ضمن عالم السحرة التي تقرر عرضها على شبكة إتش بي أو ماكس.

## سلسلة أفلام هري بوتر
| الفيلم                                | تاريخ الإصدار  | المخرج         | كاتب السيناريو  | المنتجون                                 |
| ------------------------------------- | -------------- | -------------- | --------------- | ---------------------------------------- |
| هاري بوتر وحجر الفيلسوف               | 16 نوفمبر 2001 | كريس كولومبس   | ستيف كلوفس      | ديفيد هايمان                             |
| هاري بوتر وحجرة الأسرار               | 15 نوفمبر 2002 | كريس كولومبس   | ستيف كلوفس      | ديفيد هايمان                             |
| هاري بوتر وسجين أزكابان               | 31 مايو 2004   | ألفونسو كوارون | ستيف كلوفس      | ديفيد هايمان، كريس كولومبس ومارك رادكليف |
| هاري بوتر وكأس النار                  | 18 نوفمبر 2005 | مايك نيويل     | ستيف كلوفس      | ديفيد هايمان                             |
| هاري بوتر وجماعة العنقاء              | 11 يوليو 2007  | دايفد ييتس     | مايكل غولدنبيرغ | دايفد هايمان وديفيد بارون                |
| هاري بوتر والأمير الهجين              | 15 يوليو 2009  | دايفد ييتس     | ستيف كلوفس      | دايفد هايمان وديفيد بارون                |
| هاري بوتر و مقدسات الموت-الجزء الأول  | 19 نوفمبر 2010 | دايفد ييتس     | ستيف كلوفس      | ديفيد هايمان، ديفيد بارون وجي كي رولينغ  |
| هاري بوتر و مقدسات الموت-الجزء الثاني | 15 يوليو 2011  | دايفد ييتس     | ستيف كلوفس      | ديفيد هايمان، ديفيد بارون وجي كي رولينغ  |

## سلسلة أفلام وحوش مذهلة
| الفيلم                        | تاريخ الإصدار  | المخرج     | كاتب السيناريو           | المنتج                                                          | الحالة                |
| ----------------------------- | -------------- | ---------- | ------------------------ | --------------------------------------------------------------- | --------------------- |
| وحوش مذهلة وأين يمكنك إيجادها | 18 نوفمبر 2016 | ديفيد ييتس | جي كي رولينع             | ديفيد هايمان، جي كي رولينغ، ستيف كلوفس، ليونال ويغرا            | صدرَ                   |
| وحوش مذهلة: جرائم جريندلوالد  | 16 نوفمبر 2018 | ديفيد ييتس | جي كي رولينع             | ديفيد هايمان، جي كي رولينغ، ستيف كلوفس، ليونال ويغرا            | صدرَ                   |
| وحوش مذهلة أسرار دمبلدور      | 15 يوليو 2022  | ديفيد ييتس | ستيف كلوفس وجي كي رولينغ | ديفيد هايمان، جي كي رولنيغ، ستيف كلوفس، ليونال ويغرام، تيم لويس | مرحلة ما بعد اللإنتاج |
| وحوش مذهلة، غير معنون         | TBA            | ديفيد ييتس | جي كي رولينغ             | ديفيد هايمان، جي كي رولنيغ، ستيف كلوفس، ليونال ويغرام، تيم لويس | مرحلة التطوير         |
| وحوش مذهلة، غير معنون         | TBA            | ديفيد ييتس | جي كي رولينغ             | ديفيد هايمان، جي كي رولنيغ، ستيف كلوفس، ليونال ويغرام، تيم لويس | مرحلة التطوير         |

## أعمال مستقبلية
في أكتوبر عام 2016، أعلنت رولينغ أن سلسلة أفلام وحوش مذهلة ستتألف من خمسة أفلام. في نوفمبر عام 2016، أكدت رولينغ أن قصة المسلسل ستتكون من سلسلة الأحداث التي وقعت بين عامي 1926 و1945.